# Amalia Tătăran
Amalia Tătăran (Satu Mare, 15 de julio de 1994) es una deportista rumana que compite en esgrima, especialista en la modalidad de espada.
En los Juegos Europeos de Bakú 2015 obtuvo una medalla de oro en la prueba por equipos. Ganó dos medallas en el Campeonato Europeo de Esgrima, plata en 2013 y bronce en 2017.

## Palmarés internacional
| Juegos Europeos    | Juegos Europeos   | Juegos Europeos   | Juegos Europeos    |
| Año                | Lugar             | Medalla           | Prueba             |
| ------------------ | ----------------- | ----------------- | ------------------ |
| 2015               | Bakú (Azerbaiyán) | Medalla de oro    | Espada por equipos |
| Campeonato Europeo |                   |                   |                    |
| Año                | Lugar             | Medalla           | Prueba             |
| 2013               | Zagreb (Croacia)  | Medalla de plata  | Espada por equipos |
| 2017               | Tiflis (Georgia)  | Medalla de bronce | Espada por equipos |